# 亚历山大·斯塔瓦什

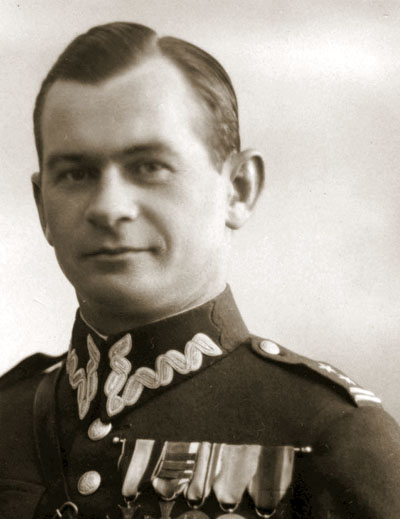
亚历山大·斯塔瓦什

亚历山大·斯塔瓦什（Aleksander Stawarz，1896年8月7日—1941年1月28日）是一位波蘭陸軍上校。
一战期间，斯塔瓦什在波兰军团服役。他于1918年加入波兰陆军，后参加波苏战争，他在明斯克的巷战中表现出色。
二战期间，斯塔瓦什服役于喀尔巴阡山集团军，他負責指挥第2高地旅。1939至1941年间，他创建了反德抵抗力量“波德哈莱师”（Dywizja Podhalańska），并担任其指挥官。
斯塔瓦什最终被盖世太保抓获，在奥斯威辛集中营中被杀害。